# 太仆寺旗
太仆寺旗位于中华人民共和国内蒙古自治区东南部，是錫林郭勒盟下辖的一个旗。得名于古代宫廷机构太仆寺。旗人民政府駐宝昌镇。

## 历史
据文献记载，早期这里为匈奴辖地，汉代这里属上谷郡，三国时期属曹魏，隋、唐时代属突厥汗国，金代属昌州。1262年（中統三年）置盐使司，元初隶属上都路宣德府。1319年（延佑六年）改为宝昌州，属兴和路北境。
明代，宝昌州改为宝昌县，後废弃，被东部蒙古各部作为牧地。1675年（康熙十四年）至1684年（康熙二十三年），清廷从八旗察哈爾左翼四旗（正蓝旗、镶白旗、正白旗、镶黄旗）抽调牧丁到喀喇尼墩井（贡宝拉格苏木五旗敖包附近）建立太仆寺左翼牧厂，属太仆寺衙门，专供皇室御用军马、肉食和祭祀用品，是察哈尔十二旗群之一。民国北洋政府时期属察哈尔特别区，1918年设招垦局，开始发展农业生产。1925年（民国14年）设宝昌县，旗县并存。1936年2月，日军在张北县成立了察哈尔盟公署，察哈尔盟公署将太仆寺左翼牧群改称太仆寺左翼旗。1956年，太仆寺左旗和宝昌县大部分地区合并设置太仆寺旗。

## 人口
根據第七次人口普查數據，截至2020年11月1日零時，太僕寺旗常住人口為109370人。
截至2022年末，太僕寺旗户籍人口200483人。其中农牧民人口16.7万，占总人口的80%；蒙古族人口6219人，占总人口的3%。
人口绝大多数属汉族，太仆寺旗的汉语方言主要属于晋语张呼片。

## 经济
以水利为重点的农牧业基础设施进一步加强，生产条件得到极大改善，农牧业优势产业发展迅速，初步形成了蔬菜、马铃薯、奶牛、肉牛产业基地。
五年来，先后引进了风电、矿业、化工、建材等一批重点工业项目，全旗工业初步形成了风力发电、农畜产品加工、矿产、建材四个产业协同发展的格局。

## 行政区划
太仆寺旗下辖5个镇、1个乡、1个苏木：
宝昌镇、千斤沟镇、红旗镇、骆驼山镇、永丰镇、幸福乡、贡宝拉格苏木和万寿滩良种场。

## 交通
- 207国道过境。